# Trevor Jacob
Trevor Jacob (ur. 6 sierpnia 1993) – amerykański snowboardzista, specjalizujący się w konkurencji Snowcross. Jak do tej pory nie startował na igrzyskach olimpijskich, ani na mistrzostwach świata. Najlepsze wyniki w Pucharze Świata osiągnął w sezonie 2012/2013, kiedy to zajął 117. miejsce w klasyfikacji generalnej, a w klasyfikacji snowcrossu był 23.

## Sukcesy

### Puchar Świata

#### Miejsca w klasyfikacji generalnej
- 2009/2010 - 261.
- 2012/2013 - 117.
- 2013/2014 -

#### Zwycięstwa w zawodach
1. Vallnord-Arinsal - 11 stycznia 2014 (snowboardcross)